# Firefly (voilier)
 (mars 2025).
Pour les articles homonymes, voir Firefly.
Le Firefly est une classe de dériveur en double, qui à sa sortie fut une vraie révolution pour la voile légère. Le Firefly a été choisi comme série olympique pour les épreuves en solitaire aux Jeux olympiques d'été de 1948.

## Historique
Sitôt la Seconde Guerre mondiale terminée, le directeur de l'entreprise Fairey Aviation (fabricant britannique d'avions de guerre) décide d'appliquer le procédé de fabrication de ses avions à un voilier. Il pense aussitôt à Uffa Fox qui ressort de ses cartons un plan d'avant guerre.
Le Firefly, les chantiers Fairey Marine et le dériveur moderne viennent de naître.
Le Firefly est premier dériveur avec une coque en bois moulé, un mât en aluminium, une fabrication en grande série. Tout cela pour un prix raisonnable. Naturellement le bateau connût rapidement du succès.
Ce dériveur pour équipage en double fut choisi par les Britanniques pour les Jeux de 1948 pour les régates de solitaire. Mais les conditions de la compétition furent ventées et le choix du Firefly apparut inadapté aux solitaires ; cependant un grand champion remporta l'épreuve, il s'agit là du premier des quatre trophées olympiques du Danois Paul Elvström.
Les Jeux olympiques servirent tout de même de tremplin au Firefly qui, à la suite de l'épreuve, rencontra un grand succès pour les régates en double; de nos jours la série est toujours pratiquée au Royaume-Uni.
Il est remplacé par le Finn aux Jeux olympiques de 1952.